# 道の駅水辺の郷おおやま
道の駅水辺の郷おおやま（みちのえき みずべのさとおおやま）は、大分県日田市にある国道212号の道の駅である。JR九州グループの株式会社おおやま夢工房が運営している。

## 施設
- 駐車場
  - 普通車：103台[2]
  - 大型車：4台[2]
  - 身障者用：2台
- トイレ
  - 男：大 5器（4器）、小 13器（12器）
  - 女：12器（10器）
  - 身障者用：2器（1器）
- 公衆電話
- 公衆FAX
- ファーマーズマーケット（月 - 金：9:00 - 16:00、土日祝：9:00 - 17:00）[3]
- 進撃の巨人 in HITA ミュージアム - 日田市出身の諫山創の漫画『進撃の巨人』の資料を展示する施設。2021年（令和3年）3月27日に開館[4][5][6]。
- 情報コーナー（9:00 - 17:00）[2]
- その他の施設
  - 川漁師の店えとう（月火木 金：10:00 - 16:00、土日祝：10:00 - 17:00）
  - なごみ（月 - 金：9:30 - 16:00、土日祝：9:30 - 17:00）[7]

## 休館日
- 1月1日

## アクセス
- 国道212号 - 登録路線

## 周辺
- 大山川

## 運営
かつては株式会社おおやま夢工房が指定管理者として管理を行っていた。同社は日田市が出資する第三セクターであったが、2016年（平成28年）1月27日、九州旅客鉄道（JR九州）が日田市が所有する全株式（全発行株式のうち72.2 %）を取得し、子会社化した。同年10月1日に日田市は道の駅水辺の郷おおやまの建物をおおやま夢工房に無償譲渡（土地は有償貸付）。本施設は2017年（平成29年）12月4日から2018年（平成30年）3月上旬までの間、改装のため休業。物販エリアの刷新、レストランの業態変更および個室の新設等を行い、2018年（平成30年）3月10日にリニューアルオープンした。
おおやま夢工房は、この道の駅の運営のほか、梅酒などの製造販売などを行っている。また、近隣に位置する豊後・大山ひびきの郷の指定管理も行っていたが、同施設についてもこの道の駅と同時に無償譲渡を受け、2017年（平成29年）11月1日に「奥日田温泉 うめひびき」としてリニューアルオープンしている。